# Boulder (Colorado)
Boulder és una població dels Estats Units a l'estat de Colorado. Segons el cens del 2008 tenia 94.171 habitants.

## Demografia
Segons el cens del 2000, Boulder tenia 94.673 habitants, 39.596 habitatges, i 16.788 famílies. La densitat de població era de 1.499,9 habitants per km².
Dels 39.596 habitatges en un 20% hi vivien nens de menys de 18 anys, en un 33,3% hi vivien parelles casades, en un 6,5% dones solteres, i en un 57,6% no eren unitats familiars. En el 33,7% dels habitatges hi vivien persones soles el 6,2% de les quals corresponia a persones de 65 anys o més que vivien soles. El nombre mitjà de persones vivint en cada habitatge era de 2,2 i el nombre mitjà de persones que vivien en cada família era de 2,84.
Per edats la població es repartia de la següent manera: un 0% tenia menys de 18 anys, un 25,9% entre 18 i 24, un 33% entre 25 i 44, un 18,4% de 45 a 60 i un 7,8% 65 anys o més.
L'edat mediana era de 29 anys. Per cada 100 dones de 18 o més anys hi havia 107,4 homes.
Entorn del 6,4% de les famílies i el 17,4% de la població estaven per davall del llindar de pobresa.

## Poblacions properes
El següent diagrama mostra les poblacions més properes.

## Fills il·lustres
- Edward Lawrie Tatum (1909 - 1975) biòleg, químic i genetista, Premi Nobel de Medicina o Fisiologia de l'any 1958.